# Editorial Teseo
Teseo es una editorial digital latinoamericana, especializada en libros de Ciencias Sociales y Humanidades. Fue fundada en el año 2007 en Buenos Aires, Argentina. Utiliza un sistema de distribución mixto (libros en papel impresos bajo demanda y libros electrónicos).

## Colecciones
- Ciencias Políticas
- Historia del Capitalismo Agrario Pampeano
- Relaciones internacionales (en coedición con FLACSO)[3]
- Comunicación
- Investigaciones de la Biblioteca (en coedición con la Biblioteca Nacional de Argentina)[4]
- Psicología y Psicoanálisis
- Humanidades
- UAI - Investigación (en coedición con la Universidad Abierta Interamericana)[5]